# Epistratego
Epistratego (in greco antico: ἐπιστράτηγος?, epistrátegos; in latino epistratēgus) fu un titolo, con funzioni militari e amministrative, usato nella regione egizia della Tebaide, sia nel periodo tolemaico sia in quello della dominazione romana in Egitto.

## Storia

### Periodo tolemaico
La carica di epistratego di Tebaide venne creata per la prima volta nel 187 a.C. sotto il regno di Tolomeo V Epifane per contrastare le rivolte nell'Alto Egitto di Ankhuennefer e fu affidata al generale Comano (tuttavia non si è certi che il suo titolo ufficiale fosse proprio quello di epistratego). Nel 176/175 a.C. si conosce un altro epistratego, Ippalo, che potrebbe essere stato quindi il vero primo epistratego di Tebaide, probabilmente in carica da dopo la fine della ribellione. Il titolo di epistratego era quindi nato all'inizio come carica straordinaria e rimase separato dal titolo di stratego di Tebaide fino al I secolo a.C., quando diventò una carica ordinaria dell'amministrazione tolemaica.